# Västra Vinträsket
Västra Vinträsket är en sjö i Sorsele kommun i Lappland och ingår i Umeälvens huvudavrinningsområde. Sjön har en area på 0,231 kvadratkilometer och ligger 325,1 meter över havet.

## Delavrinningsområde
Västra Vinträsket ingår i det delavrinningsområde (724000-160752) som SMHI kallar för Ovan VDRID = 709644-169875 i Vindelälvens vattend*. Medelhöjden är 319 meter över havet och ytan är 9,22 kvadratkilometer. Räknas de 514 avrinningsområdena uppströms in blir den ackumulerade arean 7 753,22 kvadratkilometer. Vindelälven som avvattnar avrinningsområdet har biflödesordning 2, vilket innebär att vattnet flödar genom totalt 2 vattendrag innan det når havet efter 251 kilometer. Avrinningsområdet består mestadels av skog (90 procent). Avrinningsområdet har 0,67 kvadratkilometer vattenytor vilket ger det en sjöprocent på 7,2 procent.